# 哈瑟爾巴赫河 (金齊希河支流)
50°9′59.55″N 9°3′3.06″E / 50.1665417°N 9.0508500°E

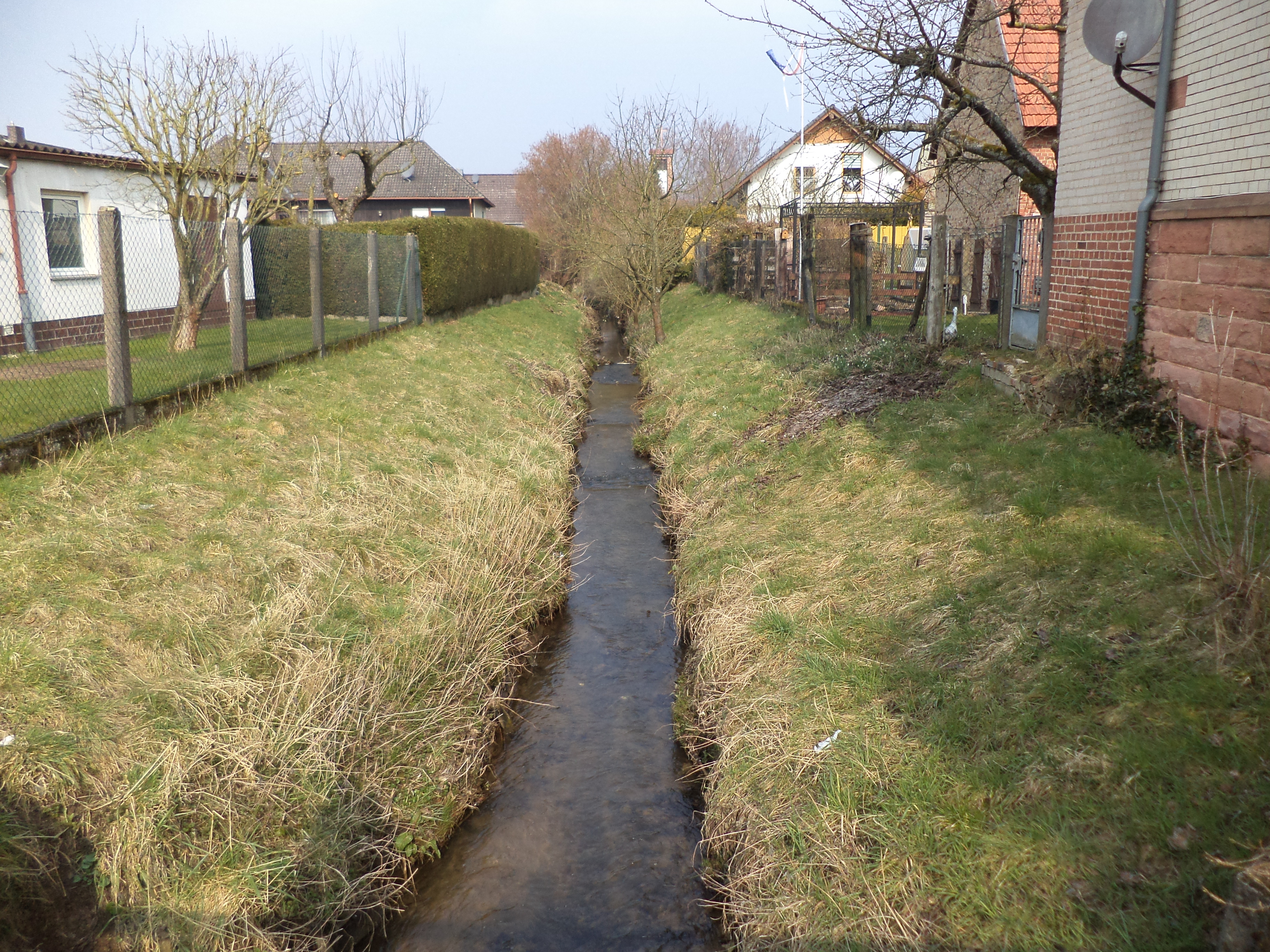

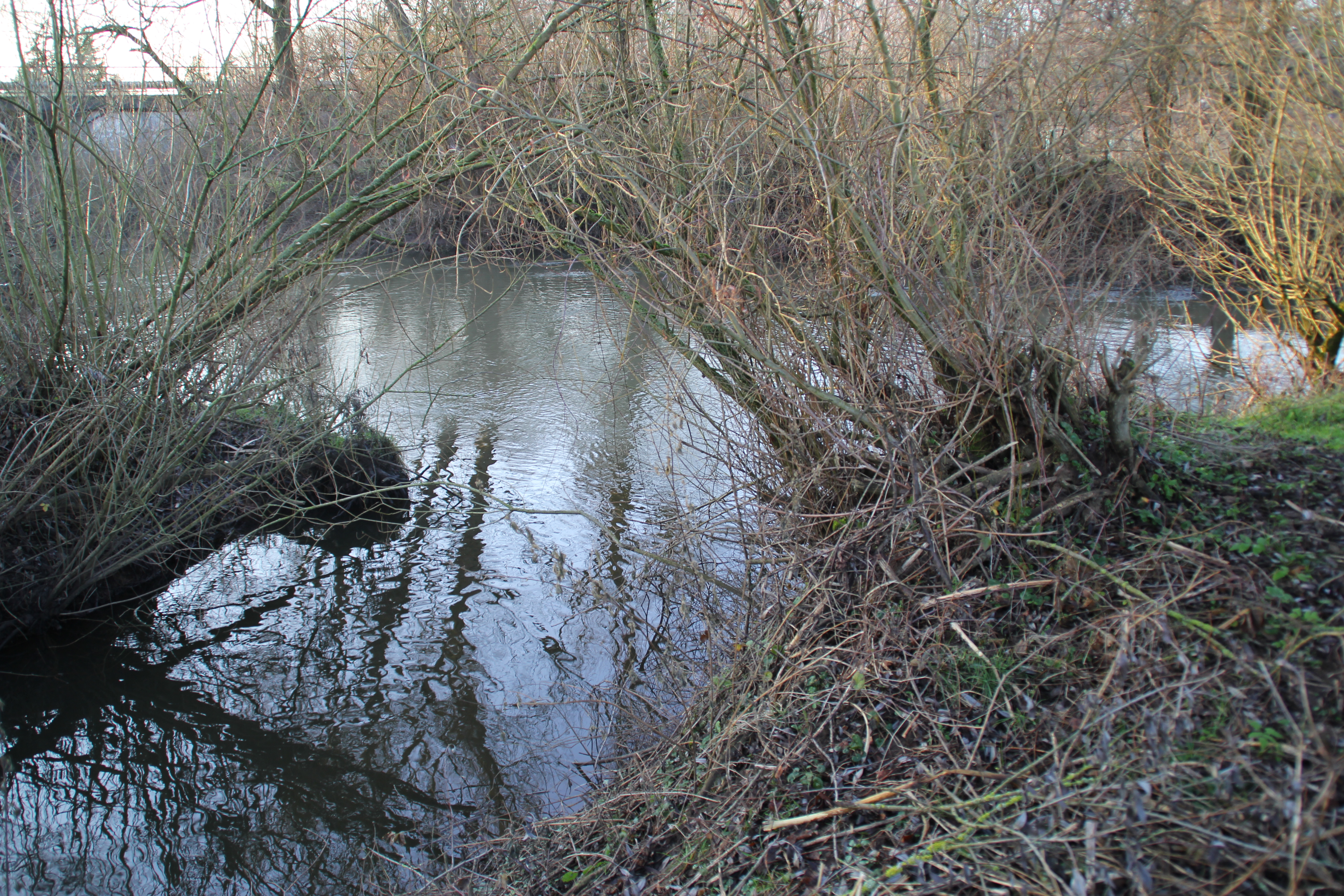

哈瑟爾巴赫河（德語：Hasselbach），是德國的河流，位於該國中部，由黑森州負責管轄，屬於金齊希河的左支流，河道全長9.5公里，流域面積22平方公里。